# Occupation Hazardous
Albums de Boo-Yaa T.R.I.B.E.
Doomsday
(1994) Metally Disturbed
(1996)
Occupation Hazardous est le troisième album studio de Boo-Yaa T.R.I.B.E., sorti le 7 novembre 1995.

## Liste des titres
| No  | Titre                    | Durée |
| --- | ------------------------ | ----- |
| 1.  | Intro                    | 0:32  |
| 2.  | If I Die, Let Me Roll    | 3:52  |
| 3.  | Karson Mks U Bounce      | 3:53  |
| 4.  | RID Is Coming            | 3:42  |
| 5.  | Chilling on the Westside | 3:59  |
| 6.  | G's from the Otha Side   | 5:01  |
| 7.  | Operation Green Light    | 4:54  |
| 8.  | One Life, Last Breath    | 4:24  |
| 9.  | Born May 1st             | 4:27  |
| 10. | Tellim Who Sent Yo Ass   | 4:26  |
| 11. | Happy Feeling            | 4:22  |
| 12. | Occupation Hazardous     | 4:23  |
| 13. | Once Upon a Mossberg     | 4:51  |